# Tilman Röhrig

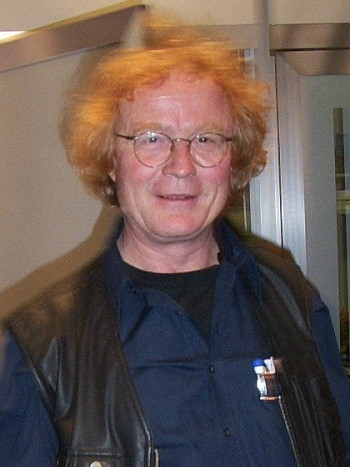
Tilman Röhrig im Oktober 2002

Tilman Röhrig (* 28. März 1945 in Hennweiler/Hunsrück) ist ein deutscher Schriftsteller und Schauspieler.

## Werdegang
Tilman Röhrig wurde als drittes von fünf Kindern des Pfarrers der Bekennenden Kirche Udo Röhrig, der zuvor aus Köln wegen Eintretens für den Glauben, wie er ihn bei Karl Barth gelernt hatte, in den äußersten Süden der Kirchenprovinz ausweichen musste, in den letzten Tagen des Zweiten Weltkriegs geboren. Er wuchs unter einem lieblos strengen Vater, später ohne Mutter, bei einer Pflegefamilie und im Heim auf.
Tilman Röhrig absolvierte nach dem Abitur zunächst eine Schauspielausbildung in Frankfurt, wo er auch sein Bühnendebüt hatte. Es folgten Engagements in Bonn, Hannover und Köln.
Nach dem Erfolg mit dem stark autobiographisch geprägten Jugendbuch Thoms Bericht arbeitet er
seit September 1973 als freier Schriftsteller. Bekannt ist er vor allem durch seine Werke für ein jugendliches Publikum. Röhrig verfasste zahlreiche historische Jugendromane (Mit Hannibal über die Alpen), historische Sachbücher für Jugendliche (Tilman Röhrig erzählt vom Ausbruch des Vesuv), Unterrichtsmaterialien (Das Leichenhemd), Sagensammlungen (Sagen und Legenden vom Kölner Land und von der Erft), Kinderbücher (Wenn Tina brüllt) und Hörspiele.
Röhrig veröffentlichte seine Jugendbücher im Arena Verlag, seine historischen Werke bis 2007 im Lübbe Verlag, sein Werk über seinen Namensvetter Tilman Riemenschneider aber beim Piper Verlag. Bücher von ihm sind in neun Sprachen übersetzt.
Daneben lieferte er Vorlagen für zahlreiche Radio- und Fernsehsendungen (wie etwa Der Sklave Calvisius oder mehrere Folgen von Peter Lustigs Löwenzahn).
Seine Schauspielausbildung kommt ihm besonders bei seinen Lesungen zugute.
Das Hörbuch Caravaggios Geheimnis hat er selbst gesprochen. Tilman Röhrig ist Mitglied des PEN-Zentrums Deutschland.
Tilman Röhrig wohnt im Hürther Ortsteil Sielsdorf bei Köln. Die Stadt ehrte ihren Bürger 1985 mit ihrem Kulturpreis.
Er ist ein Urgroßneffe von Friedrich Engels.

## Werke (Auswahl)
- Die Hochzeit des Schornsteins: 17 Märchen aus unserer Welt. Bitter, Recklinghausen 1972, ISBN 3-7903-0162-0.
- Thoms Bericht. Anrich, Mülheim an der Ruhr 1973, ISBN 3-920110-16-1.
- Langes Zwielicht. Anrich, Mülheim an der Ruhr 1974, ISBN 3-920110-19-6.
- Mathias Weber, genannt der Fetzer: Wer hängen soll, ersäuft nicht; insbesondere Köln gewidmet. Anrich, Neunkirchen im Odenwald 1975, ISBN 3-920110-21-8.
- Die Kinder in der Kugel oder wie die Gemeinsamkeit sich traf. Bitter, Recklinghausen 1975, ISBN 3-7903-0200-7.
- Herr Simsalo zaubert nur am Samstag. Maier Verlag, Ravensburg 1978, ISBN 3-473-35041-9.
- mit Alice Ammermann und Gerhard Schmidt: Der Sklave Calvisius: Alltag in einer römischen Provinz 150 n. Chr. Falken-Verlag, Niedernhausen/Taunus 1979, ISBN 3-8068-4058-X.
- Frederik Faber. Maier Verlag, Ravensburg 1980, ISBN 3-473-35054-0.
- Freunde kann man nicht zaubern. Arena Verlag, Würzburg 1981, ISBN 3-401-01391-2.
- Dank gebührt Hannibal: Seine Alpenüberquerung mit 60000 Mann und 37 Elefanten. Arena Verlag, Würzburg 1981, ISBN 3-401-03929-6.
- Der angebundene Traum. Arena Verlag, Würzburg 1982, ISBN 3-401-01409-9.
- mit Manfred Limmroth: Wenn Tina brüllt. Arena Verlag, Würzburg 1983, ISBN 3-401-02011-0.
- In dreihundert Jahren vielleicht. Arena Verlag, Würzburg 1983, ISBN 3-401-03981-4.
- Das Leichenhemd: Schüler spielen eine Sage. Klett Verlag, Stuttgart 1983, ISBN 3-12-261240-2.
- Emmanuelle Cinquin: Eine Insel im Müll. In: Hans-Georg Noack (Hrsg.): Die grossen Helfer. Arena Verlag, Würzburg 1983, ISBN 3-401-04013-8.
- mit Manfred Limmroth: Tina im Schrank. Arena Verlag, Würzburg 1984, ISBN 3-401-02020-X.
- Stadtluft macht frei: Geschichte in Geschichten von Brule bis Brühl. Bachem-Verlag, Köln 1985, ISBN 3-7616-0781-4.
- Neuschnee. Arena Verlag, Würzburg 1986, ISBN 3-401-04127-4.
- Das Badefest. Arena Verlag, Würzburg 1986, ISBN 3-401-02029-3.
- Sagen und Legenden von Köln. Wienand Verlag, Köln 1987, ISBN 3-87909-175-7.
- Übergebt sie den Flammen! Arena Verlag, Würzburg 1988, ISBN 3-401-04259-9.
- mit Gerda Laufenberg: Die Schlacht bei Worringen: Freiheit für Köln, eine Residenz für Bonn, Stadtrecht für Düsseldorf. Wienand Verlag, Köln 1988, ISBN 3-87909-177-3.
- Kater Muck trägt keine Stiefel. Arena Verlag, Würzburg 1989, ISBN 3-401-04229-7.
- Sagen und Legenden vom Kölner Land und von der Erft. Wienand Verlag, Köln 1990, ISBN 3-87909-240-0.
- Tilman Röhrig erzählt vom Ausbruch des Vesuv. Oetinger Verlag, Hamburg 1991, ISBN 3-7891-7501-3.
- mit Gerda Laufenberg: Der Fetzer: Die illustrierte Geschichte des größten Räubers der Rheinlande. Wienand Verlag, Köln 1991, ISBN 3-87909-264-8.
- mit Gerda Laufenberg: Sagen und Legenden aus dem Bergischen Land. Wienand Verlag, Köln 1992, ISBN 3-87909-303-2.
- Sand oder der Freiheit der Gasse. Lübbe, Bergisch Gladbach 1993, ISBN 3-7857-0672-3. (1998 als Funke der Freiheit)
- mit Jürgen Hillie: Pulheim: Bilder und Geschichten einer jungen Stadt. Schuffelen, Pulheim 1993, ISBN 3-929769-03-4. (2003 als Pulheim in 12 Geschichten)
- Robin Hood: Solange es Unrecht gibt. Dressler Verlag, Hamburg 1994, ISBN 3-7915-1840-2.
- mit Gerda Laufenberg: Sagen und Legenden vom Niederrhein. Wienand Verlag, Köln 1995, ISBN 3-87909-384-9.
- mit Gerda Laufenberg: Die wirklich wahre Weihnacht. Wienand Verlag, Köln 1995, ISBN 3-87909-451-9.
- Leichenhemd und Zähneklappern. Dürr und Kessler, Köln 1996, ISBN 3-8018-6024-4.
- Wie ein Lamm unter Löwen. Lübbe, Bergisch Gladbach 1998, ISBN 3-7857-0955-2.
- Erik der Rote oder die Suche nach dem Glück. Dressler Verlag, Hamburg 1999, ISBN 3-7915-1841-0.
- Immer Ärger mit Tina. Arena Verlag, Würzburg 1999, ISBN 3-401-02067-6.
- Wir sind das Salz von Florenz. Lübbe, Bergisch Gladbach 2002, ISBN 3-7857-2094-7.
- Ein Sturm wird kommen um Mitternacht. Lübbe, Bergisch Gladbach 2005, ISBN 3-7857-2223-0. (2007 als Die Burgunderin)
- Die Ballade vom Fetzer. Bastei Lübbe, Bergisch Gladbach 2005, ISBN 3-404-15326-X.
- Florian ist nicht zu bremsen. Hase und Igel Verlag, Garching bei München 2006, ISBN 3-86760-052-X.
- Riemenschneider. Piper Verlag, München; Zürich 2007, ISBN 978-3-492-05055-5.
- Caravaggios Geheimnis. Pendo Verlag, München; Zürich 2009, ISBN 978-3-86612-243-7.
- Der Sonnenfürst. Pendo Verlag, München; Zürich 2011, ISBN 978-3-86612-302-1. (2023 als Der Sonnenfürst von Köln)
- Die Könige von Köln. Pendo Verlag, München; Zürich 2014, ISBN 978-3-86612-333-5.
- Die Flügel der Freiheit. Pendo Verlag, München; Berlin; Zürich 2016, ISBN 978-3-86612-334-2.
- Und morgen eine neue Welt: Der große Friedrich-Engels-Roman. Pendo Verlag, München 2019, ISBN 978-3-86612-430-1.
- Der Maler und das reine Blau des Himmels: Der große Franz-Marc-Roman. Piper Verlag, München 2022, ISBN 978-3-492-07178-9.

## Auszeichnungen

### Preise
- 1973 – Hörspielförderpreis von Radio Bremen für Buch und Regie
- 1973 – Buxtehuder Bulle für sein Jugendbuch Thoms Bericht
- 1973 – Auswahlliste zum Deutschen Jugendbuchpreis für sein Buch Thoms Bericht
- 1984 – Deutscher Jugendliteraturpreis für sein Jugendbuch In 300 Jahren vielleicht
- 1985 – Auswahlliste für den Katholischen Kinderbuchpreis für "In 300 Jahren vielleicht"
- 1985 – Kulturpreis der Stadt Hürth
- 1994 – Jugendbuch des Monats Dezember der Deutschen Akademie für Kinder- und Jugendliteratur in Volkach für „Robin Hood“
- 1996 – Kulturpreis des Erftkreises
- 1998 – Großer Kulturpreis der Sparkassen-Kulturstiftung Rheinland
- 1990 – KölnLiteraturPreis – erster Preisträger dieses Preises; für seine historischen Erzählungen und Nacherzählungen
- 2000 – Auswahlliste für den Rattenfänger – Literaturpreis für „Erik der Rote oder die Suche nach dem Glück“
- 2002 – Friedrich-Bödecker-Preis
- 2005 – VoerderJugendbuchpreis

### Namenspatron
Im Dezember 1995 wurde die Grundschule in Kürten nach Tilman Röhrig benannt. Bei der Suche nach einem Namenspatron entschied sich die Schule für Röhrig aufgrund seiner Eigenschaft als Kinderbuchautor mit regionalem Bezug zum Bergischen Land.